# Melòfon
El melòfon és un instrument de vent de la secció dels metalls. S'utilitza habitualment en lloc de la trompa en bandes de marxa o en agrupacions de tambor i corneta. En alguns casos el melòfon és substituit pel bombardí. Es començà a utilitzar primerament fora de la música de concert. No hi ha massa literatura de solos pel melòfon més enllà que la usada dins dels agrupaments de tambor i clarí.